# CITY-DT
CITY-DT est une station de télévision ontarienne appartenant au groupe de communication Rogers Media. Elle est la station-mère du réseau Citytv, un ensemble de chaînes diffusées à travers le Canada.

## Histoire
CITY-TV a été lancé le 28 septembre 1972 en tant que station indépendante appartenant à Channel Seventy-Nine Ltd sur le canal UHF 79, puisque tous les canaux sur la bande VHF étaient utilisées dans le marché de Toronto. Les propriétaires étaient Phyllis Switzer, Moses Znaimer, Jerry Grafstein, Edgar Cowan et autres investisseurs. Ses studios étaient situées au 99 Queen Street East, près de Church Street, dans l'ancienne boîte de nuit Electric Circus. En 1975, la station avait des dettes, Multiple Access Ltd. (le propriétaire de CFCF à Montréal à l'époque) a acheté 45 % de la station, mais a revendu ses parts à CHUM Limited trois ans plus tard. Les parts restantes ont été achetées par CHUM Limited en 1981. Moses Znaimer demeurera avec la station jusqu'en 2003.
Comme toutes les autres stations de Toronto, CITY a déplacé son émetteur dans la Tour CN en 1976. Le 1er juin 1983, CITY change du canal 79 au 57 afin de libérer les fréquences des canaux 70 à 83 qui seront utilisées pour le téléphone mobile. Un ré-émetteur a été installé à Woodstock en 1986, qui sert aussi London, et un autre émetteur à Ottawa en 1996. CITY débute les tests de diffusion numérique par antenne en janvier 2003 et commence ses émissions régulières au mois de mars, devenant la première station canadienne à diffuser en numérique.
En 1987, CITY et MuchMusic déménagent au 299 Queen Street West.
En 1983, CHUM lance Atlantic Satellite Network (en), qui diffuse des émissions produites par CITY. En 1995, CHUM lance Bravo!, puis désaffilie la station CKVR à Barrie du réseau CBC en y adoptant le style décontracté de Citytv. En 2001, CHUM fait l'acquisition de la station CKVU (en) à Vancouver et l'affilie à Citytv, formant un système de télévision à deux stations. Trois autres stations s'ajoutent en 2005 après l'acquisition de Craig Media.
Le 12 juillet 2006, CHUM a vendu ses actifs à CTVglobemedia, qui avait l'intention de conserver les stations Citytv et de vendre les stations A-channel. Le 8 juin 2007, le CRTC approuve la transaction à la condition que CTV se départisse des stations Citytv puisqu'elle possède déjà des stations dans les cinq villes. Le 11 juin, CTV annonce la conservation des stations A-channel et la vente des stations Citytv à Rogers Communications pour $375 millions. La transaction a été approuvée par le CRTC le 28 septembre et complétée le 31 octobre. Selon l'entente, CTV conserve le building du 299 Queen Street West, Rogers a donc déménagé la station au 33 Dundas Street East (en) en septembre 2009, se séparant de la chaîne de nouvelles en continu CP24 qui alimentait la station en contenu.
Le 3 octobre 2011, Rogers lance CityNews Channel, une chaîne de nouvelles en continu de CITY, qui a mis fin à ses activités à la fin mai 2013.

## Antennes

### Télévision numérique terrestre et haute définition
CITY a été la première station canadienne à diffuser en mode numérique, qui est entrée en ondes le 16 janvier 2003 et son signal haute définition est offert chez tous les distributeurs au Canada. Le signal analogique de CITY-TV a été mis hors fonction le 31 août 2011, date de la fin de l'analogique dans les marchés obligatoires.